# Cheta

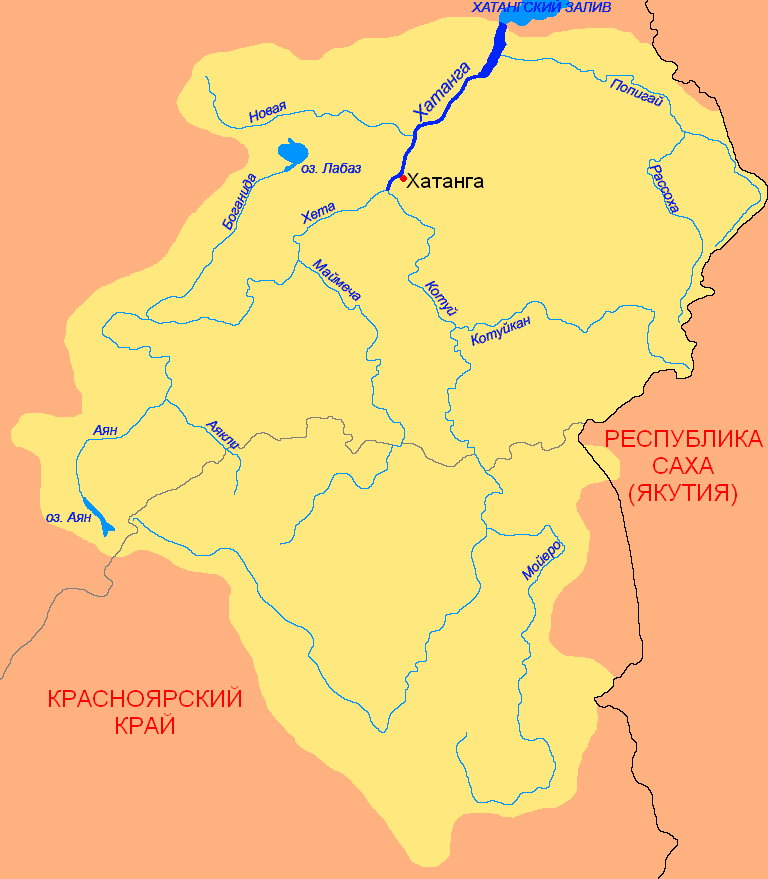
Lage der Cheta (Хета) im Einzugsgebiet der Chatanga

Die Cheta (russisch Хета) ist der 604 km lange, linksseitige und südwestliche Quellfluss der Chatanga im Norden Sibiriens und verläuft im ehemaligen Autonomen Kreis Taimyr im Norden der russischen Region Krasnojarsk.

## Verlauf
Die Cheta entsteht etwas nördlich des nördlichen Polarkreises im faktisch unbesiedelten Putorana-Gebirge, dem Nordwestteil des Mittelsibirischen Berglands, durch den Zusammenfluss von Ajan (links) und Ajakli (rechts). Sie verlässt das Gebirge nordwärts und fließt danach in der südlich der Taimyrhalbinsel gelegenen Taimyrsenke erst nach Westen und dann hauptsächlich nach Nordosten. Unterhalb der Einmündung der Wolotschanka befindet sich am linken Flussufer die Siedlung Wolotschanka. Weitere Siedlungen am Flusslauf sind Katyryk, Cheta und Nowaja. Schließlich vereinigt sich die Cheta bei der Ansiedlung Kresty, etwa 15 km südwestlich des Dorfs Chatanga gelegen, mit dem Kotui zur Chatanga. Letztere mündet weiter nordöstlich in die Laptewsee, ein Randmeer des Arktischen Ozeans.

## Eisgang und Schiffbarkeit
Der Fluss ist von Ende September/Anfang Oktober bis Ende Mai/Anfang Juni gefroren. In der eisfreien Zeit ist er für die Schifffahrt geeignet.